# Peru i olympiska sommarspelen 1968
Peru deltog med 28 deltagare vid de olympiska sommarspelen 1968 i Mexico City. Ingen av landets deltagare erövrade någon medalj.

## Friidrott
- Fernando Acevedo
- Alfredo Deza
- Fernando Abugattas
- Roberto Abugattas